# توتك
توتاك (بالأذرية: Tütək) آلة موسيقية هوائية أذربيجانية، تعمل بالنفخ تتألف من قصبتين وجسمها خشبي.

## تاريخها
تعتبر توتك أقدم آلة موسيقية. فهي من الآلات الأساسية في الموسيقى الأذربيجانية.

تم العثور على الأطباق البرونزية مصمم بأنماط راقية ألتى تعود إلي القرنين الرابعة والخامسة.
وتم التصوير آلة موسيقية تشبح توتك علي الطبق. أعمال خاقاني ومحمد بن سليمان تحتوي على معلومات عن هذه الآلة الموسيقية الأنيقة. 

## تصميم
توجد سبع ثقوب في الجزء العلوي من المقبض والثقوب في الجزء الخلفي. يصنع توتك من شجر مشمش وجوز وتوت أو قصب.
يبلغ طولها 280-300 مم وقطرها 20 مم. صوت توتك هو هادئ، مناف في تسجيل منخفض، صاخب، عالٍ.

## الرواق

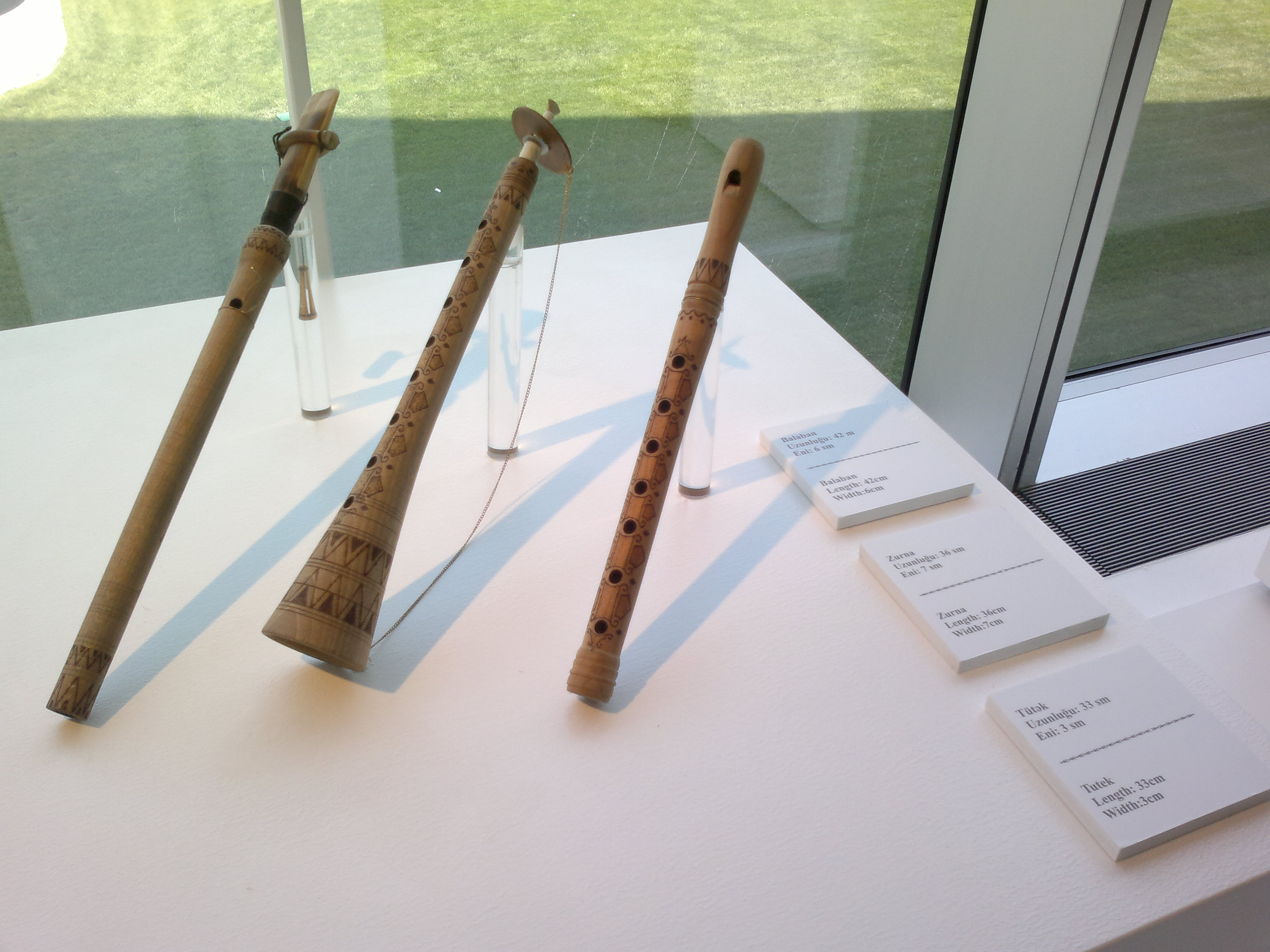
الآلة الموسيقية الأذربيجانية في مركز حيدر علييف. زرنة، بلابان، توتك.
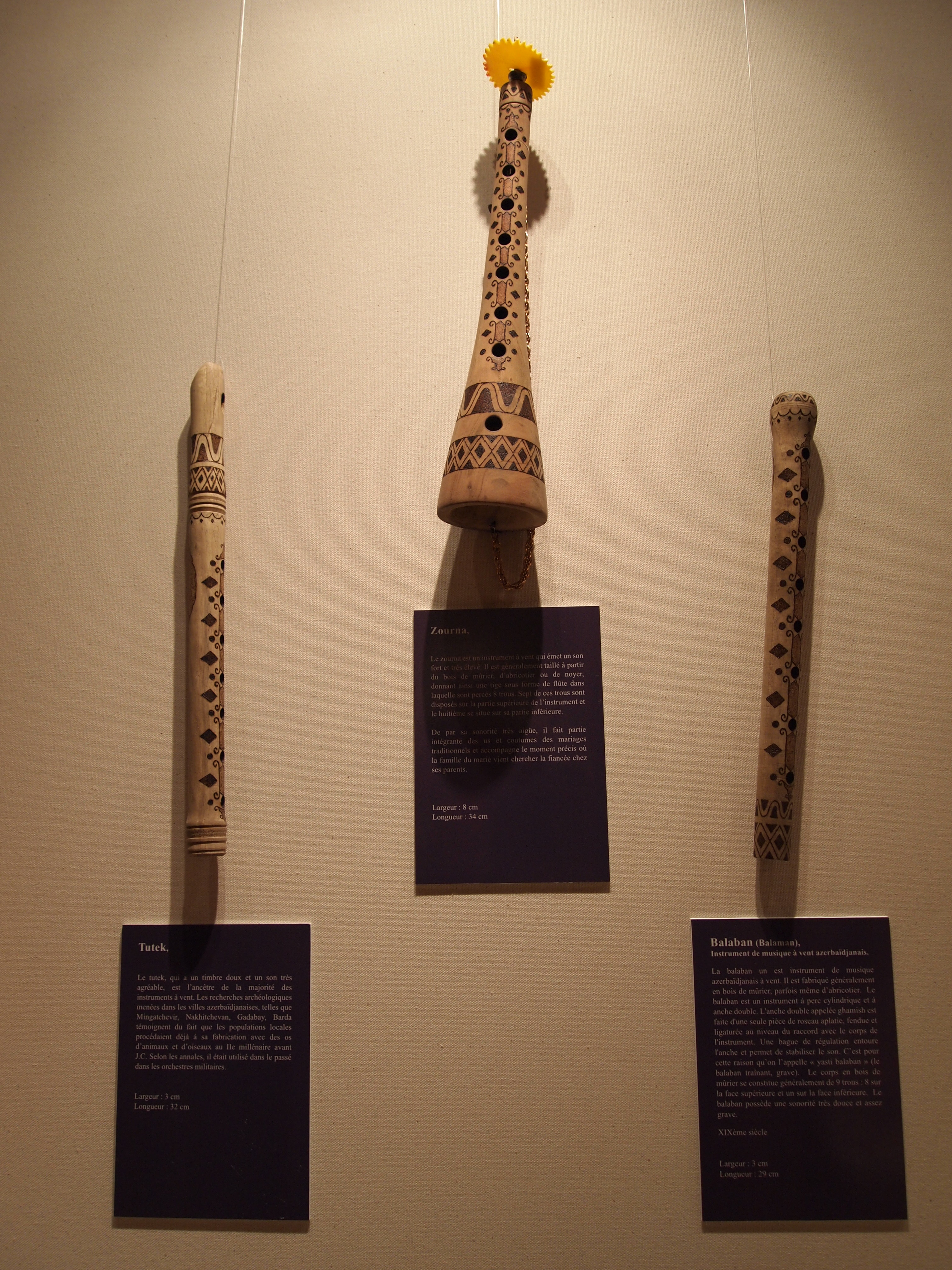
ألأول في الصورة هي توتك
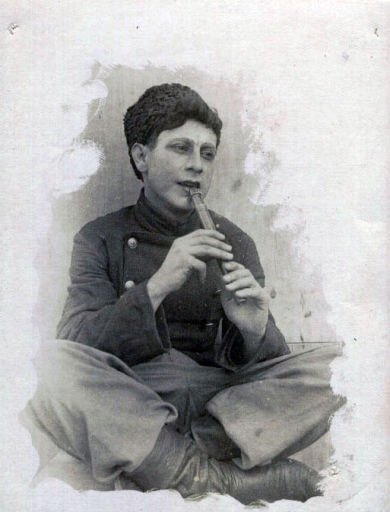
حسين أغا صديقوف إثناء اللعب توتك